# Policordia jeffreysi
Policordia jeffreysi is een tweekleppigensoort uit de familie van de Lyonsiellidae. De wetenschappelijke naam van de soort is voor het eerst geldig gepubliceerd in 1879 door Friele.